# Hôtel d'Espinoy
L'hôtel d'Espinoy est un hôtel particulier situé sur la place des Vosges à Paris, en France.

## Localisation
L'hôtel d'Espinoy est situé dans le 3e arrondissement de Paris, au 28 place des Vosges. Il se trouve sur le côté nord de la place, entre le pavillon de la Reine et l'hôtel de Tresmes.

## Historique
L'édifice est classé au titre des monuments historiques en 1984, en même temps que le pavillon de la Reine voisin.